# آردا
آردا جهان آفریدهٔ جان رونالد روئل تالکین در داستان‌های ارباب حلقه‌ها، سیلماریلیون و... است. آردا در زبان کوئنیایی به کل جهان (زمین) گفته می‌شود. آردا در طول موسیقی آینور به وجود آمد، به منظور مکانی برای زندگی فرزندان ایلوواتار (الف‌ها و آدم‌ها).
در سیلماریلیون فصل آینولینداله آمده:
ایلوواتار منزلگاهی برای آنان در اعماق زمان و در میان ستارگان بی‌شمار برگزید. آینور آنگاه پس از دیدن این منزلگاه در مکاشفه و برآمدن فرزندان ایلوواتار در درون آن، بسیاری از تواناترین‌ها، جمله اندیشه و آرزوی خود را معطوف آنجا کردند. 
آردا قبل از ورود آینور به آن، شکل و شمایل بخصوصی نداشت و عناصر به صورت خروشان و خشمگین درهم بودند. آنان در پی شکل دادن به جهان و کنترل آن برآمدند و جغرافیای آردا را به وجود آوردند.
بعد از شکل دادن جهان آن دسته از آینور که بسیار توانا بودند در آن مسکن گزیدند و والار نامیده شدند.

## دوران فانوس‌ها
والار به عنوان منبع نور دو فانوس ساختند و در دو سمت از آردا قرار دادند. اولی فانوسی با نور آبی به نام ایلوئین که در شمال قرار دادند و دیگری در جنوب آردا که نوری طلایی داشت و نامش اورمال بود.
این فانوس‌ها بر پایه‌های عظیمی ساختهٔ آئوله قرار گرفتند، پایهٔ شمالی هلکار و جنوبی رینگیل نام داشت. بعد از انجام این کارها والار جزیرهٔ آلمارن در دریاچهٔ بزرگ را به عنوان منزلگه خود برگزیدند جایی که در بخش‌های میانی زمین واقع بود و نور دو چراغ با هم در می‌آمیخت. در زمان آسودگی والار بود که ملکور نخستین فعالیت‌های خود را آغاز کرد و با سپاه خود به سرزمین میانه پا گذاشت؛ اما والار از آمدن او آگاه نبودند.
ملکور حفر دژی بزرگ را در ژرفای زمین آغاز کرد، زیر کوه‌های تیره، آنجا که پرتوهای ایلوئین سرد و کم سو بود. این دژ اوتومنو نام گرفت و پلیدی ملکور و فساد او از آنجا به بیرون جاری شد و بهار آردا را تباه ساخت. آنگاه والار پی بردند که ملکور به راستی بر سر کار خویش برآمده و در جستجوی او برآمدند ولی ملکور به اتکای استحکام اوتومنو و قدرت خادمانش قبل از اینکه والار مهیا شوند پا پیش نهاد و ضربت نخست را وارد کرد. او بر ستون‌های گران ایلوئین و اورمال تاخت آن‌ها را نابود کرد و فانوس‌ها را شکست. از سقوط ستون‌ها دریاها خروشان شدند و زمین‌ها ترک برداشتند و از سرریز شدن فانوش‌ها شعله‌های ویرانگر بر روی زمین سرازیر شد. تقارن زمین و طرح‌های اولیه والار در آن جنگ از بین رفت و هیچ‌گاه ترمیم نشد. این دوره از زمان‌های آردا به سال‌های فانوس‌ها معروف است.

## دوران اول
بعد از دوران فانوس‌ها فرم آردا تغییر کرد، والار آن را مسطح و همچون یک بشقاب شکل داده بودند که توسط دریایی عظیم به نام اکایا احاطه شده بود. در غربی‌ترین قسمت آن سرزمین آمان قرار داشت و در شرق آمان دریای بزرگ بله‌گایر قرار داشت (بین سرزمین میانه و آمان) و در شرق آن دریا سرزمین میانه (اندور) واقع بود.
در جنوب، سرزمین‌های هیتر و در شرقی‌ترین قسمت سرزمین‌های خورشید قرار دارند. بعد از دریای شرقی در جنوب شرق سرزمین‌های تیره واقع اند و هیچ‌کس در این سرزمین‌ها از الف یا دورف زندگی نمی‌کند مگر احتمال وجود تعدای انسان‌های وحشی.

## دوران دوم
بعد از جنگ خشم والار آردا را شکستند و دوباره‌سازی کردند، عمده تغییر آردا در دوران دوم به زیر آب رفتن قسمت بزرگی از بلریاند بود، و جهان نیز به شکل کروی در آمد.
تغییر بزرگ دوم از زیر آب درآمدن نومه‌نور بود و همچنین در پایان دوران دوم آمان از مدار جهان جدا شد.